# تكافؤ ديناميكي وتكافؤ شكلي
التكافؤ الديناميكي والتكافؤ الشكلي هما مصطلحان لأساليب الترجمة التي أسسها يوجين نايدا. وفي الغالب، فإن هذين المصطلحين يقاربان مفهوم ترجمة المعنى بالمعنى (ترجمة معاني الجمل أو أشباه الجمل) وترجمة الكلمة بالكلمة (التي تعني ترجمة معنى الكلمة ككلمة واحدة متجاهلا دورها النحوي في الجملة) وقد كان نايدا يستخدمهما هكذا أحيانا. ولكن تعريفه الأول للتكافؤ الديناميكي كان بلاغيا: فقد كانت الفكرة أن على المترجم أن يترجم فيتأثر قارئها كتأثر قارئ نص المصدر بالنص.

## الوظيفة والشكل
كما كتب نايدا بنفسه في قائمة المصطلحات في نظرية الترجمة وممارستها، فالتكافؤ الديناميكي هو «جودة الترجمة في نقل الرسالة من النص المصدر للنص الهدف فتكون استجابة قارئ الترجمة كاستجابة قارئ النص المصدر.» استخدم نايدا هذا المصطلح لتكون «استجابة المتلقي» معظمها دلالية - فالهدف أن يفهم قارئ النص المعنى من النص كفهم قارئ النص المصدر له ليعنيان الشيء نفسه مما أدى إلى اتهامات انتقادية بأن هذا الأسلوب هو الأسلوب الجديد لترجمة المعنى بالمعنى. ولكن لو أننا أمعنا النظر في كلمة «استجابة» لوجدنا أن التكافؤ الديناميكي لا يحتوي على لوغوس (المعنى والتركيب) التي قال عنها أرسطو (في البلاغة) لوغوس فحسب، بل على ايثوس (افتراضات القارئ لقوة النص) وباثوس (شعور القارئ بالنص).
لاحقاً، فضّل نايدا مصطلح «التكافؤ الوظيفي» على المصطلح السابق. فمصطلح «التكافؤ الوظيفي» لا يقترح أن التكافؤ يكون بين وظيفة النص المصدر في الثقافة المصدرة وبين وظيفة النص الهدف (المُترجم) في الثقافة الهدف فحسب، بل تكون الوظيفة كخاصية للنص. فيمكن أن نرى التكافؤ الوظيفي في السياق الديناميكي وبين الثقافات الأوسع - ككيفية تفاعل الناس في الثقافات وليست كهيكل للنص فحسب.
فالأصل من صياغة هذان المصطلحان «التكافؤ الديناميكي» و«التكافؤ الشكلي» هو وصف لطرق ترجمة الإنجيل. ولكن يمكن تطبيقهما على أي ترجمة.

## النظرية والتطبيق
لأن التكافؤ الديناميكي يتحاشى الالتزام بالقواعد النحوية للنص المصدر وذلك لجعل النص الهدف سلس القراءة في اللغة الهدف. ويستخدم غالباً عندما تكون قراءة الترجمة أهم من المحافظة على القواعد النحوية، فإن الرواية تترجم باستخدام التكافؤ الديناميكي، بينما في الدبلوماسية أو في مجالات رجال الأعمال فإن بعض الناس يصرون على استخدام التكافؤ الشكلي لأنهم يعتقدون أن الإخلاص في نقل القواعد النحوية للغة يزيد من الدقة.
أحيانا يكون التكافؤ الشكلي أفضل من الواقع إذا كان السبب يعود على أن قد تحتوي لغة على كلمة لمفهوم لا يوجد ما يكافئه في لغة أخرى. وفي مثل هذه الحالات فإنه قد يستخدم التكافؤ الديناميكي أو قد تستحدث كلمة في اللغة الهدف لتوضح المفهوم (غالبا تكون باستعارة كلمة من اللغة المصدرة)
كلما اختلفت اللغة المصدرة عن اللغة الهدف، يصعب فهم الترجمة الحرفية. ولكن أحيانا تسمح الترجمة الشكلية للقراء الذين يعرفون لغة المصدر ليروا كيف نُقل المعنى من النص المصدر مع المحافظة على الكنايات والأدوات البلاغية التي لا تترجم بالإضافة إلى الأسلوب
ترجمة الإنجيل:
استخدم مترجمو الإنجيل طرق مختلفة لتقديمه باللغة الإنجليزية تتراوح بين استخدام التكافؤ الشكلي استخداما مبالغا فيه واستخدام التكافؤ الديناميكي استخداما مبالغا فيه أيضا.